# Полярне коло (геометрія)

Полярне коло

Полярне коло трикутника - це коло, центр якого збігається з ортоцентром трикутника, а радіус дорівнює 
{\displaystyle {\begin{aligned}r^{2}&=HA\times HD=HB\times HE=HC\times HF\\&=-4R^{2}\cos A\cos B\cos C=4R^{2}-{\frac {1}{2}}(a^{2}+b^{2}+c^{2}),\end{aligned}}}
де A, B, C означають як вершини, так і відповідні кути, а точка H - ортоцентр (перетин висот). Точки D, E і F є основами висот, опущених з вершин A, B і C відповідно, R - радіус описаного кола, а a, b і c - довжини сторін трикутника, протилежних вершинам A, B і C відповідно  . 
Перша частина формули відбиває факт, що ортоцентр ділить висоти на відрізки, добутки яких рівні. Тригонометрична частина формули показує, що полярне коло існує тільки в разі, коли трикутник є тупокутним, так що один з косинусів від'ємний. 

## Властивості
Будь-які дві полярні кола двох трикутників ортоцентричної системи ортогональні . 
Полярні кола трикутників повного чотирибічника утворюють коаксіальну систему (тобто зі спільною віссю)  . 
Описане коло трикутника, його коло дев'яти точок, полярне коло й описане коло його тангенціального трикутника коаксіальні. 